# 長野長広

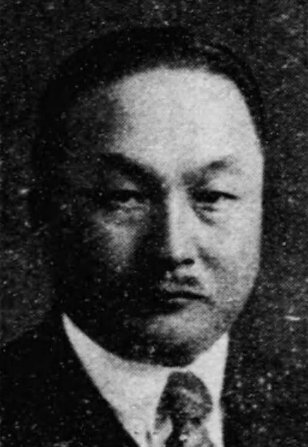
長野長広

長野 長広（旧字体：長野 長廣、ながの ながひろ、1892年（明治25年）4月1日 – 1965年（昭和40年）3月23日）は、日本の政治家。衆議院議員（立憲民政党→日本進歩党→民主党→自由党）、文部政務次官、内務政務次官を務めた。

## 経歴
高知県長岡郡介良村（現在の高知市）出身。1909年（明治42年）、高知県立農林学校を卒業。小学校訓導、高知県立農業学校教諭、熊本農業学校教諭、実業補習学校教員養成所教諭、文部省社会教育官、宇都宮高等農林学校教授を歴任。のち満州国文教部に勤務し、満州国体育連盟理事を兼ねた。
1937年（昭和12年）、衆議院に補欠当選。同年の第20回衆議院議員総選挙で再選を果たした。
1948年　(昭和23年)、4月28日朝9時前、四国高知大杉村、井口静波一座を乗せたバスに同乗、一座の者が運転手を急かした。前日、雨が降っていた事もあり、霧も酷く道が滑っていて、前からくるトラックに気付かず衝突、バスは崖から転落した。下には川が流れており、そこまで行けば、確実に全員死亡。ところがバスの前部のバンパーが崖に植えてあった吉野桜によく引っかかり最悪の事態を免れた。命からがら抜け出したが、片方だけに革靴が脱げた状態であった。同じくバスに搭乗していた、当時10歳の美空ひばりにすれ違い、自分のつけていたネクタイをガラスで手首を切ったひばりの左腕に止血するためにキツく縛ってあげた、これがなかったらひばりは死んでいたという。
戦後は第22回から第26回まで連続5回当選を果たし、その間、第1次吉田内閣で文部政務次官を、片山内閣で内務政務次官を務めた。

## 著書
- 『農村教育新論』（同文書院、1931年）
- 『日本農村の新経営』（明文堂、1933年）
- 『青年学校の新経営』（同文書院、1935年）
- 『経済日本の農業政策』（巌松堂、1936年）
- 『義務制下の青年教育』（大日本教化図書、1939年）
- 『皇農 戦時農村の新建設理念』（照林堂書店、1944年）